# Camille De Seroux
Camille De Seroux (geb. 2. Oktober 1993 in Paris) ist eine Schweizer Schachspielerin und trägt den FIDE-Titel einer Internationalen Meisterin der Damen (WIM).
2010, 2012, 2014 und 2016 nahm sie mit der Schweizer Nationalmannschaft an den Schacholympiaden der Frauen teil. Sie erzielte dabei aus 35 Partien 20 Punkte.
Eine Norm zum Erhalt des Titels Internationaler Meister der Frauen (WIM) erzielte sie bei der Schweizer Einzelmeisterschaft 2017, bei der sie unter anderem den Internationalen Meister Hansjürg Känel besiegen konnte.
Sie liegt in der Elo-Rangliste der Schweizer Damen auf dem zweiten Platz (Stand: Januar 2018).
In der Schweizer Nationalliga A spielte sie für den Club d’Echecs de Genève. In der französischen Top 12, der höchsten französischen Liga, spielte sie für den Club de L’Echiquier Chalonnais, Grasse Echecs und Nice Alekhine. Sie ist Mitglied des Schachclubs Genève Amateurs CAEG (Schweiz), des SV Stuttgart-Wolfbusch 1956 e.V. (Deutschland) und des Club d’Escacs Mollet (Katalonien).